# Apodisation
Apodisation (von altgriechisch-lateinisch apodisatio, „Fußentfernung“, von altgriechisch pod, von „πούς“, „pús“, Fuß) ist ein Verfahren der optischen Filterung, bei dem die äußeren Ringe des Beugungsscheibchens unterdrückt werden, um den Kontrast eines Bildes auf Kosten des Auflösungsvermögens zu verbessern. Die Abbildung wird also dadurch verändert, dass die durch Beugung entstehenden Aufhellungen um die jeweiligen Bildpunkte wesentlich abgeschwächt werden. Häufig wird der englische Ausdruck Smooth Trans Focus (STF) verwendet.
Dazu wird z. B. ein spezielles Verlaufsfilter in die Öffnungsblende des Strahlenganges eingesetzt, dessen Transparenzverlauf der Gauß’schen Glockenfunktion entspricht. Eine Filterung in der Ebene der Öffnungsblende wirkt sich auf die Helligkeitsverteilung in der Bildebene als Fourier-Transformation aus, die Abbildungsoptik wirkt also als Fourierlinse. Der spezielle Filterverlauf bewirkt nun, dass die störenden Beugungsringe um die Bildpunkte verschwinden. Mathematisch ausgedrückt: Die Gauß-Funktion ist gegenüber der Fourier-Transformation invariant.
Die Wirksamkeit der Methode nimmt mit dem Durchmesser der Öffnungsblende zu.
Analog zu diesem optischen Verfahren filtert man mit vergleichbarem Ergebnis in der Bildverarbeitung die digitalisierten Daten elektronisch.
In der Mikroskopie ist Apodisation ein nachteiliger Effekt (Auflösungsverlust) bei der Verwendung großer numerischer Aperturen, da hier extrem große Öffnungen (NA über 1.4) vorliegen können, welche (auch ohne Verlaufsfilter) zur Unterdrückung der Beugungsringe und Verbreiterung der point spread function führen.

## Einsatz in der Fotografie
Das 1998 vorgestellte auf besonders harmonisches Bokeh hin optimierte Minolta-Portraitobjektiv STF 135 mm f/2,8 [T4,5] (bzw. dessen 2006 vorgestellter optisch baugleicher Sony-Nachfolger) war das erste kommerziell erhältliche Objektiv für die kreativ-bildgebende Fotografie, das einen Apodisationsfilter in Form eines konkav geformten Grauglaselements im Strahlengang verwendet. Damit werden Unschärfescheibchen mit praktisch idealer Gaußverteilung erzeugt, die einen besonders weichen Übergang vom hohen Schärfeeindruck in der Fokusebene in den Bereich der Unschärfe vor und hinter der Fokusebene erzielen. Der Effekt wird dabei über die STF-Blende gesteuert. STF steht für Smooth Trans Focus.
Im Jahr 2014 stellte Fujifilm das Objektiv FUJINON XF 56mm F1.2 R APD vor, welches das erste Objektiv mit Apodisationsfilter und Autofokus ist. 
Im März 2017 erschien von Sony das Objektiv FE 100 mm F2.8i STF GM OSS. Dieses verfügt über eine maximale Offenblende von f/2.8 und eine reale Transmission von f/5.6. Außerdem verfügt das Objektiv über einen Bildstabilisator sowie eine geringere Naheinstellgrenze (Makro-Funktion).